# Iridaea agathoicus
Genre
Iridaea agathoicus est une espèce d’algues rouges de la famille des Gigartinaceae.
Elle a été décrite en 1921 par Ellen Marion Delf et Margaret R. Michell.